# Paradoxa de Leontief
La paradoxa de Leontief deu el seu nom al seu autor, Wassily Leontief (1906–1999), segons el qual, si es concep la mà d'obra no com una mercaderia homogènia sinó per categories, els països industrialitzats tenen una oferta més abundant de mà d'obra bastant formada o força de treball qualificada (en la qual s'ha realitzat una elevada inversió de capital) que d'altres tipus amb menys formació.
La paradoxa va ser formulada en investigar el teorema de Heckscher-Ohlin (exposat per Eli Heckscher i reformulat per Bertil Ohlin), segons el qual en les exportacions dels països desenvolupats predominen els béns intensius en capital, en canvi, els països menys desenvolupats exporten especialment béns intensius en mà d'obra. No obstant això, Leontief va observar que les exportacions dels Estats Units són més intensives en força de treball qualificada que en capital.
Llavors, les exportacions dels països industrials suposen una proporció més alta de professionals, com científics i enginyers, i de tècnics, cosa que significa que aquests països aprofiten aquests factors de producció més abundants. Les exportacions dels països menys desenvolupats són molt intensives en mà d'obra, però menys qualificada i de vegades poden ser intensives en capital, en part com a resultat d'inversions transnacionals.